# 大乗寺
大乗寺（だいじょうじ、大乘寺）は、石川県金沢市長坂町にある曹洞宗の寺院。山号は東香山、椙樹林、古くは金獅峯。僧堂がある。江戸時代にここで清規（僧侶の修行規則）が再構築され、規矩大乗と称された。
周防正行監督、本木雅弘主演の映画『ファンシイダンス』のロケ地のひとつである。

## 歴史
寺伝によれば、弘長3年（1263年）、冨樫家尚が野市（現在の野々市市）に真言宗の澄海を招聘して創建したという。後、禅寺に転じ、弘安6年（1283年）、曹洞宗の徹通義介を招聘して開山とした。なお、開山の年については正応2年（1289年）または正応4年（1291年）との伝えもある。
乾元元年（1302年）、瑩山紹瑾が2世住持となる。応長元年（1311年）、臨済僧である恭翁運良が瑩山の後を継いだ。臨済僧が住持となったのは、十方住持制度（禅寺において、自派に限らず他派からも住持を選ぶ）に基づくものと考えられている。しかし、恭翁運良と大乗寺の間にはその後確執があったようで、彼の名は世代から除かれており、暦応元年（1338年）住持した明峰素哲が大乗寺第3世とされている。
寺は暦応3年（1340年）、足利尊氏の祈願所となるが、室町時代後期、戦乱に巻き込まれて焼失した。その後、前田利長の家臣・加藤重廉が檀越となり、寺は木新保（現在の金沢市本町）に移転した。さらに、江戸時代初期には 加賀藩家老本多家の菩提寺となり、現在の金沢市本多町に移転している。
寛文11年（1671年）には中興の祖とされる月舟宗胡が住持となり、次代の卍山道白（延宝8年・1680年住持となる）とともに寺の復興に努めた。寺が現在地に移転したのは元禄10年（1697年）のことであり、当時の住持は、その前年に就任した明州珠心であった。
- 寛延3年（1750年） 逆水洞流が住職に就任
- 次いで、一入覚心が住職に就任

明治時代初期には廃仏毀釈で一時衰退した。昭和50年代、板橋興宗が住職に就任。平成13年（2001年）には駒沢女子大学学長を務めた東隆眞が住職に就任した。

## 伽藍
- 総門 - 黒門、寛文5年（1665年）建立、石川県／金沢市指定有形文化財
- 山門 - 江戸時代初期、石川県／金沢市指定有形文化財
- 仏殿 - 元禄15年（1702年）、重要文化財（国指定）
- 法堂 - 元禄10年（1697年）頃、石川県／金沢市指定有形文化財
- 碧厳蔵-金沢市指定有形文化財
- 本多家霊廟-金沢市指定有形文化財

## 文化財

### 重要文化財
- 仏殿
- 支那禅刹図式（寺伝五山十刹図）
- 仏果碧巌破関撃節（一夜碧巌集） - 『碧巌録』
- 三代嗣法書
- 韶州曹渓山六祖壇経（紙背仮名消息） - 通称、大乗寺本
- 羅漢供養講式稿本断簡 道元筆

## 所在地
石川県金沢市長坂町ル10番地

## 交通アクセス
IRいしかわ鉄道線金沢駅から車で20分
- IRいしかわ鉄道線金沢駅から北鉄バス26番泉野出町一丁目行きに乗り、長坂台下車徒歩約10分
- 香林坊から北鉄バス26番または81番泉野出町一丁目行きに乗り、長坂台下車徒歩約10分

## 近隣の情報
- 野田山墓地 - 隣接、前田利家の墓がある
- 大乗寺保存樹林
- 大乗寺丘陵公園